# 陈化店镇
陈化店镇，是中华人民共和国河南省许昌市鄢陵县下辖的一个乡镇级行政单位。

## 行政区划
陈化店镇下辖以下地区：
陈化店村、杨刘村、河西杜村、伍子村、马桥村、后杨村、张刘庄村、黄陵村、王岳南村、王岳北村、所村、东陈村、东明义村、西明义村、云汉村、西后杜村、西苏家村、苏庄村、西黄庄村、武庄村、常村、丁集村、刘庄村、河张村、赵寨村和前程村。

## 特产
陈化店矿泉水：中国地理标志产品。